# Drosera ramentacea
Drosera ramentacea este o specie de plante carnivore din genul Drosera, familia Droseraceae, ordinul Caryophyllales, descrisă de William John Burchell și Dc..
Este endemică în:
- Eastern Cape Province.
- Northern Cape Province.
- Western Cape Province.
- KwaZulu-Natal.
- Free State.
- Gauteng.
- Mpumalanga.
- Northern Province.
- North-West Province.

Conform Catalogue of Life specia Drosera ramentacea nu are subspecii cunoscute.